# 奉俄協定
中華民國東三省自治政府與蘇維埃社會主義共和國聯盟政府之協定六條，簡稱奉俄協定，訂立於1924年9月20日，是以奉系軍閥張作霖為首之東三省政府和蘇聯政府之間締結簽訂以中東鐵路（又稱為東支鐵路或中國東北鐵路）有關之協定。

## 概述
1924年5月，中華民國北京政府和蘇聯兩國互換恢復外交關係的協議，中東鐵路之權利得到確認。不過，東三省張作霖政權不滿其相關協議，在未取得中華民國北京政府同意，於1924年9月20日於奉天（今瀋陽）簽署奉俄協定。協議內容重新確認蘇聯於俄羅斯帝國時期持有中東鐵路權利之權益，以及談判鐵路之管理營運。然而，海外鐵路原本是帝國主義資產，與原來共產主義和社會主義蘇聯一直以來之倡導不一致。此外，雖然從1925年起開始界定中蘇邊境線之工作，因為翌年中國國民革命軍北伐而中止。1925年3月，蘇聯成功地使中方同意將《奉俄協定》追認為《中俄協定》之附件，但是最終落實僅憑《中俄協定》無法獲取之中東鐵路權益。4月9日，蘇聯發佈執行第九十四號命令，被中華民國視為越權行為，中華民國方面反彈。該協議是從1929年張作霖死後、成為繼承人的張學良試圖以違反協定為理由，試行以實力從蘇聯回收從鐵路權益起，已被破壞。

## 內容
奉俄協定，協議確定中東鐵路地區之管理和運作體系，得出結論大意如下：
| 「…… 第一條 中國東省鐵路 …… （六）本鐵路設董事會為決策機關，置理事十人，由中國委派五人，由蘇聯委派五人。 中國派華理事一人為理事長兼督辦，蘇聯政府派蘇聯理事一人為蘇聯理事兼會辦。理事會之法定人數，以七人為至少之數。…… （七）本鐵路設監事會，由監事五人組織之，其中監事二人由中國委派，其餘三人由蘇聯政府委派，監事長，由華監事中選舉之。 （八）本鐵路設管理局局長一人，由蘇聯人充任，副局長二人，中國蘇聯各一，均由理事會委派由各該政府核辦。 局長及副局長之職權，由理事會規定之。 ……」 |